# Drvanja
Drvanja – miejscowość w Słowenii w gminie Benedikt.